# Regionale brandweer
Op grond van de Brandweerwet van 1985 zijn alle Nederlandse gemeenten verplicht een gemeentelijke brandweerorganisatie op te richten en deel te nemen aan een regionale brandweer. Het doel van de regionale brandweer is het instellen van een regionale alarmcentrale, het beheren en verdelen van gemeenschappelijk materieel en het voorbereiden op (grote) incidenten en rampen.
De regionale brandweer maakt deel uit van een veiligheidsregio.

## Brandweerwet
| Wet(boek)    | Brandweerwet |
| Artikel      | 3 |
| Omschrijving | 1. Op voordracht van Onze Minister van Binnenlandse Zaken en Koninkrijksrelaties, in overeenstemming met Onze Minister van Volksgezondheid, Welzijn en Sport, wordt bij algemene maatregel van bestuur een verdeling van gemeenten in regio's vastgesteld. De colleges van burgemeester en wethouders van de gemeenten die behoren tot één regio treffen een gemeenschappelijke regeling teneinde een doelmatig georganiseerde en gecoördineerde uitvoering van de werkzaamheden, bedoeld in artikel 1, zesde lid, te bewerkstelligen en overigens een goede hulpverlening bij een ongeval of ramp te bevorderen. Artikel 4 1. Bij de regeling als bedoeld in artikel 3, eerste lid, wordt een openbaar lichaam met de aanduiding regionale brandweer ingesteld. Het openbaar lichaam is rechtspersoon. Bij deze regeling worden door de deelnemende gemeenten aan het bestuur van de regionale brandweer in elk geval de volgende taken opgedragen: 1°. Het zorg dragen voor: a. het instellen en in stand houden van een regionale brandweeralarmcentrale; b. het aanschaffen en beheren van gemeenschappelijk materieel; c. het benoemen, schorsen en ontslaan van de commandant en het overige personeel van de regionale brandweer en het vaststellen van een instructie voor het personeel; d. het beschikbaar stellen van personeel en materieel in de gevallen, bedoeld in de artikelen 8 en 9; e. het voorbereiden van de coördinatie bij de bestrijding van rampen en zware ongevallen; f. het voorbereiden van de organisatie voor het optreden van de brandweer in buitengewone omstandigheden en het regelen van de operationele leiding bij de bestrijding van rampen en zware ongevallen; g. het verzamelen en evalueren van gegevens ten behoeve van de waarschuwing en alarmering van de bevolking in geval van een ramp of een zwaar ongeval of van ernstige vrees voor het ontstaan daarvan; h. het waarschuwen van de bevolking door middel van het sirenenet, het verkennen van gevaarlijke stoffen en het verrichten van ontsmetting; 2°. het vaststellen van: a. een beheersplan als bedoeld in artikel 5 van de Wet rampen en zware ongevallen; b. een organisatieplan als bedoeld in artikel 4a. 3°. het adviseren van de colleges van burgemeester en wethouders: a. op het gebied van de brandpreventie, b. ter zake van voorbereidende maatregelen op het gebied van de brandbestrijding en -beperking in bepaalde objecten, c. over het aanschaffen van materieel, een en ander overeenkomstig de in de regeling neergelegde regels. 4°. het verzorgen van: a. oefeningen met het oog op het optreden in groter verband; b. opleidingen. 2. De regeling bevat bepalingen omtrent onderlinge bijstand bij het beperken en bestrijden van brand en bij de hulpverlening bij ongevallen en rampen, alsmede omtrent de feitelijke leiding over de brandweer bij het optreden in groter verband. |

## Regio's

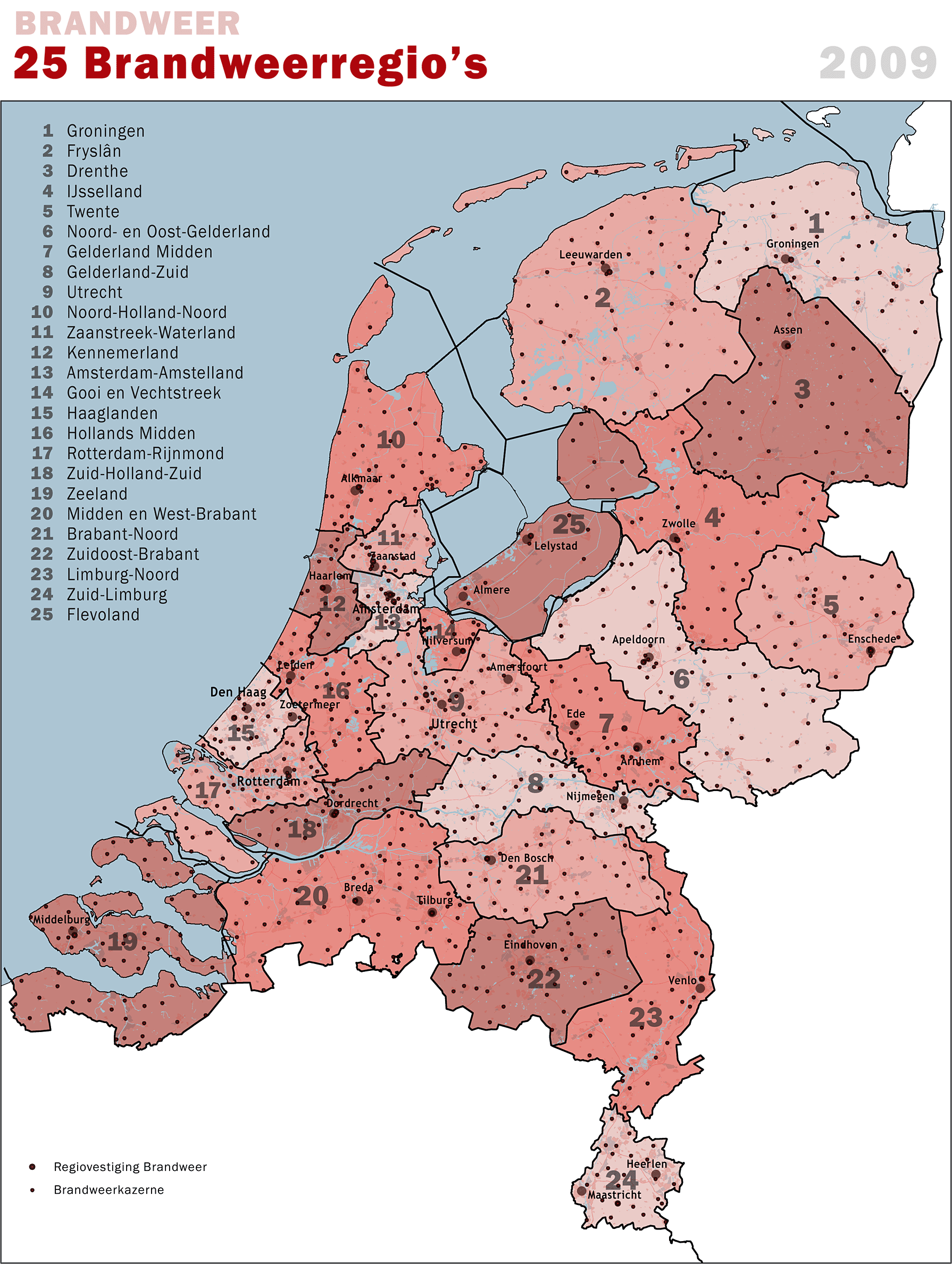
Brandweerregio's met brandweerkazernes, 2009

Nederland is opgedeeld in 25 regionale brandweerkorpsen:
| 1. Groningen 2. Friesland 3. Drenthe 4. IJsselland 5. Twente 6. Noord- en Oost Gelderland 7. Gelderland – Midden 8. Gelderland – Zuid 9. Utrecht 10. Noord-Holland Noord 11. Zaanstreek – Waterland 12. Kennemerland 13. Amsterdam – Amstelland 14. Gooi en Vechtstreek 15. Haaglanden 16. Hollands Midden 17. Rotterdam – Rijnmond 18. Zuid-Holland Zuid 19. Zeeland 20. Midden- en West Brabant 21. Brabant Noord 22. Brabant Zuid-Oost 23. Limburg – Noord 24. Limburg – Zuid 25. Flevoland |